# Nisída Nikouriá
Nisída Nikouriá är en ö i Grekland.   Den ligger i prefekturen Kykladerna och regionen Sydegeiska öarna, i den sydöstra delen av landet, 230 km sydost om huvudstaden Aten. Arean är 3,1 kvadratkilometer.
Terrängen på Nisída Nikouriá är lite kuperad. Öns högsta punkt är 309 meter över havet. Den sträcker sig 1,4 kilometer i nord-sydlig riktning, och 4,4 kilometer i öst-västlig riktning.